# Oldeborg
Oldeborg  is een Ortsteil gelegen in het westen van de gemeente Südbrookmerland in Oost-Friesland, in de Duitse deelstaat Nedersaksen. Het gebied heeft circa 1.700 inwoners en heeft een oppervlakte van 24,03 km2.

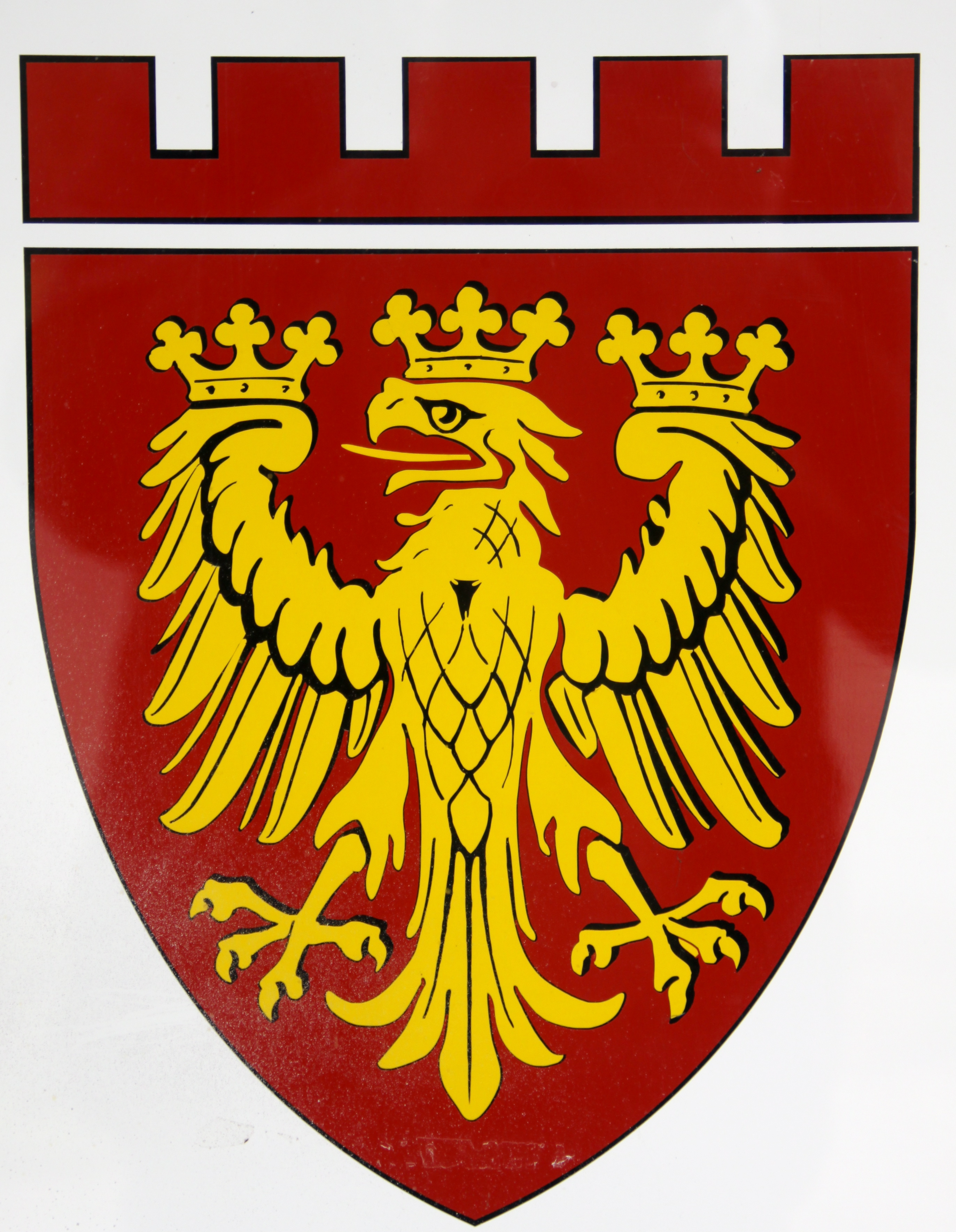
Wapen van de voormalige gemeente Oldeborg
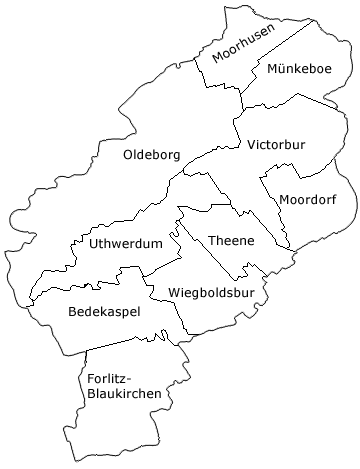
Ligging van Oldeborg in de gemeente Südbrookmerland

Oldeborg was van 1938 tot 1972 een zelfstandige gemeente.
Tot Oldeborg behoren de dorpen en gehuchten:
- Engerhafe (600 inw.) aan de Bundesstraße 72, ten W van Oldeborg
- Oldeborg
- Fehnhusen, ten NW van Oldenborg
- Upende, ten O van Oldenborg
- Upende-Victorbur (gedeeltelijk).

## Geschiedenis
Oldeborg, in 1415 als Oldenborch voor het eerst vermeld,  is genoemd naar het na de Slag op de Wilde Ackers op 28 oktober 1427 verloren gegane kasteel van de vermaarde hoofdelingenfamilie Tom Brok, die later in Aurich het Kasteel van Aurich liet bouwen. Bij deze slag hadden de Tom Brocks een nederlaag geleden tegen de mannen van Tom Brocks rivaal Focko Ukena. Op hun familiewapen is het voormalige gemeentewapen met een drie kronen dragende adelaar gebaseerd.
In de nazi-periode heeft te Engerhafe het Concentratiekamp Engerhafe, een Außenlager  (buitenkamp) van concentratiekamp Neuengamme gestaan.

## Afbeeldingen

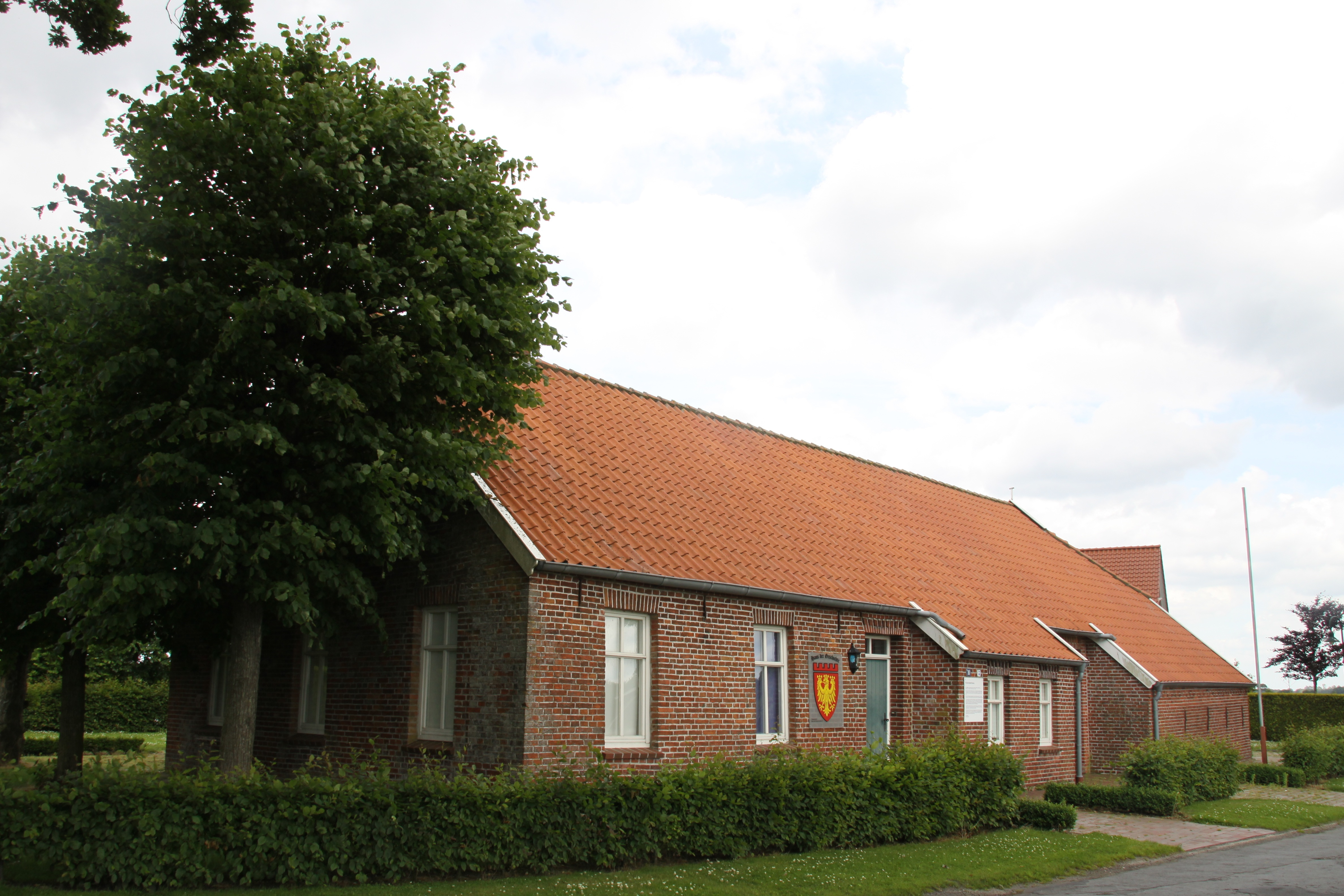
Veenkolonistenhuisje in de gemeente Oldeborg
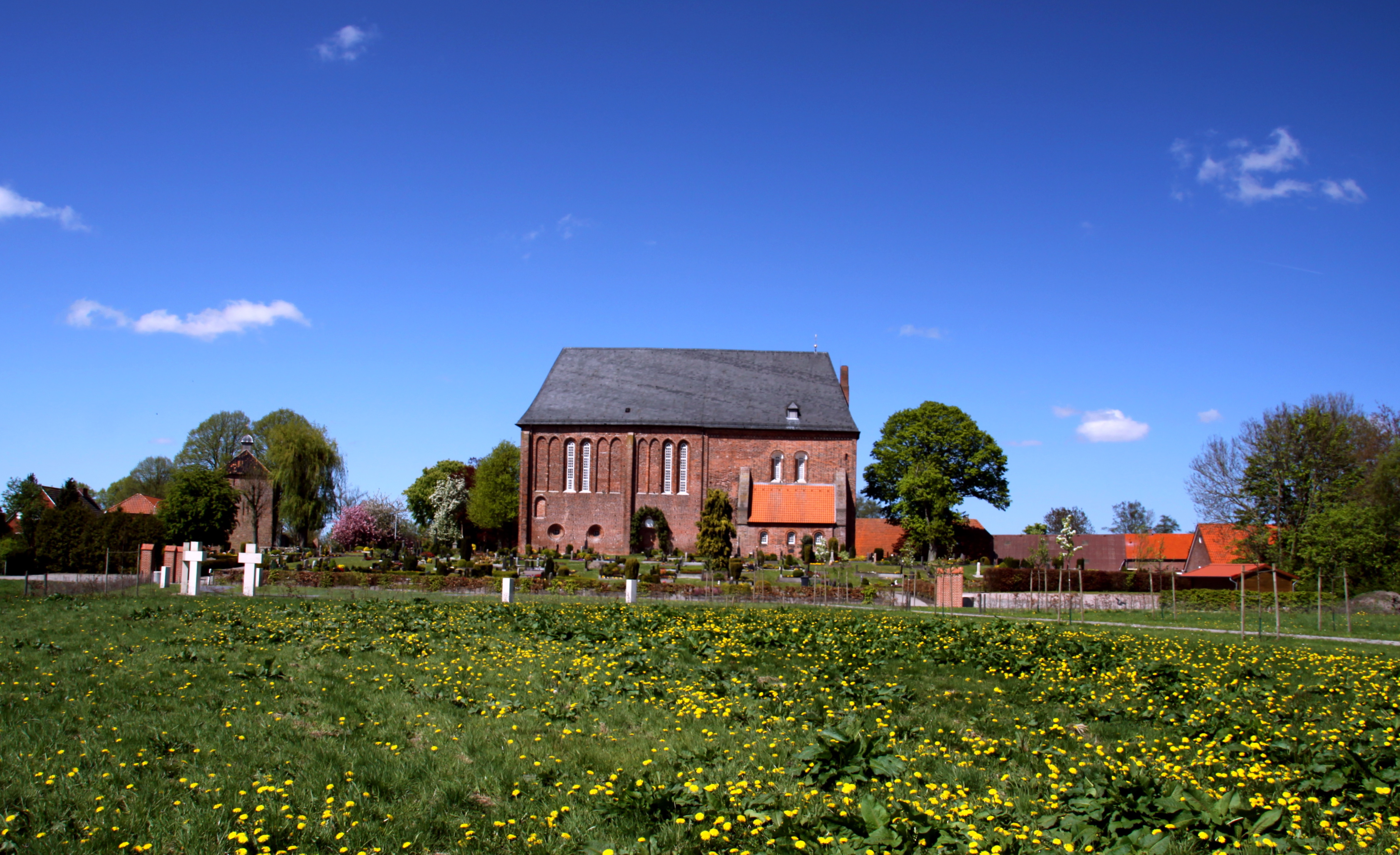
Johannes de Doperkerk (Engerhafe)